# NASCAR Winston Cup de 1972
A Temporada da NASCAR Winston Cup de 1972 foi a 24º edição da Nascar, com 31 etapas disputadas o campeão foi Richard Petty.

## Calendário
| N. | Data   | Corrida              | Circuito                        | Campeão       | Segundo           | Terceiro          |
| 1  | 23-jan | Winston Western 500  | Riverside International Raceway | Richard Petty | Bobby Allison     | Bobby Isaac       |
| 2  | 20-feb | Daytona 500          | Daytona International Speedway  | A.J. Foyt     | Charlie Glotzbach | Jim Vandiver      |
| 3  | 27-feb | Richmond 500         | Richmond International Raceway  | Richard Petty | Bobby Allison     | Bobby Isaac       |
| 4  | 5-mrt  | Miller High Life 500 | Ontario Motor Speedway          | A.J. Foyt     | Bobby Allison     | Buddy Baker       |
| 5  | 12-mrt | Carolina 500         | Rockingham Speedway             | Bobby Isaac   | Richard Petty     | Jim Vandiver      |
| 6  | 26-mrt | Atlanta 500          | Atlanta Motor Speedway          | Bobby Allison | A.J. Foyt         | Bobby Isaac       |
| 7  | 9-apr  | Southeastern 400     | Bristol Motor Speedway          | Bobby Allison | Bobby Isaac       | Richard Petty     |
| 8  | 16-apr | Rebel 400            | Darlington Raceway              | David Pearson | Richard Petty     | Joe Frasson       |
| 9  | 23-apr | Gwyn Staley 400      | North Wilkesboro Speedway       | Richard Petty | Bobby Allison     | Bobby Isaac       |
| 10 | 30-apr | Virginia 500         | Martinsville Speedway           | Richard Petty | Bobby Allison     | Dave Marcis       |
| 11 | 7-mei  | Winston 500          | Talladega Superspeedway         | David Pearson | Bobby Isaac       | Buddy Baker       |
| 12 | 28-mei | World 600            | Charlotte Motor Speedway        | Buddy Baker   | Bobby Allison     | Charlie Glotzbach |
| 13 | 4-jun  | Mason-Dixon 500      | Dover International Speedway    | Bobby Allison | Richard Petty     | LeeRoy Yarbrough  |
| 14 | 11-jun | Motor State 400      | Michigan International Speedway | David Pearson | Bobby Allison     | Richard Petty     |
| 15 | 18-jun | Golden State 400     | Riverside International Raceway | Ray Elder     | Benny Parsons     | Donnie Allison    |
| 16 | 25-jun | Lone Star 500        | Texas World Speedway            | Richard Petty | Bobby Allison     | Coo Coo Marlin    |
| 17 | 4-jul  | Firecracker 400      | Daytona International Speedway  | David Pearson | Richard Petty     | Bobby Allison     |
| 18 | 9-jul  | Volunteer 500        | Bristol Motor Speedway          | Bobby Allison | Richard Petty     | Dave Marcis       |
| 19 | 26-jul | Northern 300         | Trenton Speedway                | Bobby Allison | Bobby Isaac       | Richard Petty     |
| 20 | 23-jul | Dixie 500            | Atlanta Motor Speedway          | Bobby Allison | Richard Petty     | David Pearson     |
| 21 | 6-aug  | Talladega 500        | Talladega Superspeedway         | James Hylton  | Ramo Stott        | Bobby Allison     |
| 22 | 20-aug | Yankee 400           | Michigan International Speedway | David Pearson | Bobby Allison     | Bobby Isaac       |
| 23 | 27-aug | Nashville 420        | Music City Motorplex            | Bobby Allison | Richard Petty     | Darrell Waltrip   |
| 24 | 4-sep  | Southern 500         | Darlington Raceway              | Bobby Allison | David Pearson     | Richard Petty     |
| 25 | 10-sep | Capital City 500     | Richmond International Raceway  | Richard Petty | Bobby Allison     | Bill Dennis       |
| 26 | 17-sep | Delaware 500         | Dover International Speedway    | David Pearson | Richard Petty     | Ramo Stott        |
| 27 | 24-sep | Old Dominion 500     | Martinsville Speedway           | Richard Petty | Bobby Allison     | David Pearson     |
| 28 | 1-okt  | Wilkes 400           | North Wilkesboro Speedway       | Richard Petty | Bobby Allison     | Buddy Baker       |
| 29 | 8-okt  | National 500         | Charlotte Motor Speedway        | Bobby Allison | Buddy Baker       | David Pearson     |
| 30 | 22-okt | American 500         | Rockingham Speedway             | Bobby Allison | Richard Petty     | Buddy Baker       |
| 31 | 12-nov | Texas 500            | Texas World Speedway            | Buddy Baker   | A.J. Foyt         | Richard Petty     |

## Classificação final - Top 10
| 1  | Richard Petty  | 8701 |
| 2  | Bobby Allison  | 8573 |
| 3  | James Hylton   | 8158 |
| 4  | Cecil Gordon   | 7326 |
| 5  | Benny Parsons  | 6844 |
| 6  | Walter Ballard | 6781 |
| 7  | Elmo Langley   | 6656 |
| 8  | John Sears     | 6298 |
| 9  | Dean Dalton    | 6295 |
| 10 | Ben Arnold     | 6179 |